# 1. marinski vpadni bataljon (ZDA)
1. marinski vpadni bataljon (angleško 1st Marine Raid Battalion) je bil bataljon Marinskega korpusa ZDA, ki je bil specializiran za amfibijsko bojevanje lahko-pehotno bojevanje in za delovanje za sovražnikovimi linijami.

## Zgodovina
Bataljon je bil ustanovljen 16. februarja 1942.

## Organizacija
- Štab
- 1. strelska četa

- 1. vod
- 2. vod

- 2. strelska četa
- 3. strelska četa
- 4. strelska četa
- 5. strelska četa
- 6. strelska četa

## Poveljstvo
- podpolkovnik/polkovnik Merritt A. Edson (februar–september 1942)
- podpolkovnik Samuel B. Griffith (september 1942–september 1943)
- major George W. Herring (september–oktober 1943)
- major Charles L. Banks (oktober 1943–februar 1944)